# Melinaea dora
Melinaea dora är en fjärilsart som beskrevs av John Kern Strecker 1876. Melinaea dora ingår i släktet Melinaea och familjen praktfjärilar. Inga underarter finns listade i Catalogue of Life.